# Saint-Aubin-des-Landes
Saint-Aubin-des-Landes település Franciaországban, Ille-et-Vilaine megyében. Lakosainak száma 923 fő (2022. január 1.). Saint-Aubin-des-Landes Cornillé, Étrelles, Pocé-les-Bois, Saint-Jean-sur-Vilaine és Torcé községekkel határos.

## Népesség
A település népessége az elmúlt években az alábbi módon változott:
| Lakosok száma | 506  | 636  | 723  | 905  | 917  | 937  | 948  | 923  | 910  | 923  |
|               | 1968 | 1982 | 1990 | 2006 | 2013 | 2015 | 2017 | 2019 | 2020 | 2022 |